# Carnetin
Carnetin település Franciaországban, Seine-et-Marne megyében. Lakosainak száma 457 fő (2022. január 1.). Carnetin Thorigny-sur-Marne, Villevaudé és Annet-sur-Marne községekkel határos.

## Népesség
A település népességének változása:
| Lakosok száma | 464  | 452  | 456  | 454  | 455  | 455  | 456  | 456  | 457  |
|               | 2013 | 2015 | 2016 | 2017 | 2018 | 2019 | 2020 | 2021 | 2022 |